# 8640 Ріташульц
8640 Ріташульц (8640 Ritaschulz) — астероїд головного поясу, відкритий 6 листопада 1986 року.
Тіссеранів параметр щодо Юпітера — 3,326.